# Na odjezdnem (wiersz Jerzego Żuławskiego)
Na odjezdnem – poemat młodopolskiego poety Jerzego Żuławskiego, wchodzący w skład cyklu Wiosenne kwiaty, opublikowany w IV tomie jego Poezji w 1908. Utwór jest napisany oryginalną strofą dwunastowersową rymowaną ababccdababd, układaną ośmiozgłoskowcem z dwoma wersami krótszymi, trójzgłoskowymi. Ma cztery zwrotki.
Koń już czeka, nogą grzebie,
niecierpliwi się i zżyma,
a ja jeszcze żegnam ciebie,
jeszcze żegnam cię oczyma,
myślą żegnam ciebie jeszcze,
w myśli usta twoje pieszczę —
bądź zdrowa!
Księżyc wschodzi już na niebie,
paź srebrzone strzemię trzyma,
a ja jeszcze żegnam ciebie
myślą, pieśnią i oczyma:
bądź zdrowa!